# Eros Capecchi
Eros Capecchi (Perugia, 13 de junho de 1986) é um ciclista profissional italiano. Compete atualmente para a equipa Team Bahrain Victorious.
Em sua época juvenil proclamou-se campeão da Itália júnior de fundo em estrada no ano 2004. Estreiou como profissional no ano 2006, com a equipa Liquigas. A sua principal vitória como profissional até data tem sido uma etapa do Giro d'Italia de 2011 na fuga de uma etapa terminada em San Pellegrino Terme.

## Palmarés
- 2008
  - Euskal Bizikleta, mais 1 etapa

- 2011
  - 1 etapa do Giro d'Italia

- 2012
  - Grande Prêmio de Lugano

## Resultados em Grandes Voltas
| Corrida | Corrida         | 2006 | 2007 | 2008 | 2009 | 2010 | 2011 | 2012 | 2013 | 2014 | 2015 | 2016 | 2017  | 2018 | 2019  | 2020 | 2021 |
| ------- | --------------- | ---- | ---- | ---- | ---- | ---- | ---- | ---- | ---- | ---- | ---- | ---- | ----- | ---- | ----- | ---- | ---- |
|         | Giro d'Italia   | —    | —    | 99.º | Ab.  | Ab.  | 60.º | 37.º | 70.º | 79.º | —    | 82.º | 58.º  | 49.º | 37.º  | 87.º | —    |
|         | Tour de France  | —    | —    | —    | —    | 83.º | —    | —    | —    | —    | —    | —    | —     | —    | —     | —    | —    |
|         | Volta a Espanha | —    | —    | —    | Ab.  | —    | 21.º | 25.º | 24.º | —    | —    | —    | 104.º | —    | 121.º | —    | —    |

—: não participa
Ab.: abandono

## Equipas
- Liquigas (2005[1]-2007)
- Saunier Duval/Scott/Fuji/Footon (2008-2010)
  - Saunier Duval-Scott (2008)[2]
  - Scott-American Beef (2008)
  - Fuji-Servetto (2009)
  - Footon-Servetto (2010)
- Liquigas-Cannondale (2011-2012)
- Movistar Team (2013-2015)
- Astana Pro Team (2016)
- Quick Step (2017-2019)
  - Quick-Step Floors (2017-2018)
  - Deceuninck-Quick Step (2019)
- Bahrain[3] (2020-)
  - Team Bahrain McLaren (2020)
  - Team Bahrain Victorious (2021-)